# تشارلي روبرتس
تشارلي روبرتس (بالإنجليزية: Charlie Roberts)‏ (6 أبريل 1883 بدارلينغتون في المملكة المتحدة - 7 أغسطس 1939 بمانشستر في المملكة المتحدة) هو مدرب كرة قدم ولاعب كرة قدم بريطاني (وحمل سابقاً جنسية المملكة المتحدة لبريطانيا العظمى وأيرلندا) في مركزي الوسط وقلب الدفاع. شارك مع منتخب إنجلترا لكرة القدم. أما مع النوادي، فقد لعب مع أولدهام أثلتيك وغريمسبي تاون ومانشستر يونايتد والرابطة الحادية عشر لكرة القدم ‏.

## وصلات خارجية
- تشارلي روبرتس على موقع قاعدة بيانات كرة القدم.إي يو (الإنجليزية)
- تشارلي روبرتس على موقع ناشيونال فوتبول تيمز (الإنجليزية)